# The Texas Chainsaw Massacre: The Next Generation
The Texas Chainsaw Massacre: The Next Generation är en film som har funnits på marknaden med olika titelnamn; TCM 4 (1994), Texas Chainsaw Massacre 4 (1994) och The Texas Chainsaw Massacre: The Next Generation (1997).
Filmen är regisserad av Kim Henkel, som tillsammans med Tobe Hooper skrev den ursprungliga filmen. Robert Jacks spelar rollen som Leatherface, mördaren i filmen. Renée Zellweger och Matthew McConaughey spelar huvudroller i filmen. 

### Fotnoter
1. ↑  Texas Chainsaw Massacre: The Next Generation (på engelska), Entertainment Weekly, 5 september 1997, läs online, läst: 20 maj 2016.[källa från Wikidata]
2. ↑  Internet Movie Database, IMDb-ID: tt0110978co0047972, läs online, läst: 20 maj 2016.[källa från Wikidata]
3. ↑  läs online, Internet Movie Database , läst: 20 maj 2016.[källa från Wikidata]
4. ↑  läs online, www.allocine.fr , läst: 20 maj 2016.[källa från Wikidata]